# Ózdi Kohászati Üzemek
Az Ózdi Kohászati Üzemek (rövidítve: ÓKÜ) az észak-magyarországi iparvidék egyik legjelentősebb kohászati üzeme volt.
Gömörben a kohászat hagyományai sok évszázados múltra tekintenek vissza, amit a térség vasérc- és szénbányái, illetve a fában gazdag erdőségek magyaráznak. Az iparszerű vaskohászat az 1700-as évek elején, a Rákóczi-szabadságharchoz kapcsolódóan indult fejlődésnek. Az első fontos vaskohászati egyesülések a Murányi Unió és a Rimai Coalitio voltak, amelyek az 1800-as évek első évtizedében alakultak meg. A kis vállalkozások azonban ezután sem voltak igazán életképesek, és ez a termelőerők további koncentrációját igényelte. Némi késedelmeskedést és szervező munkát követően 1845-ben jött létre a Gömöri Vasművelő Egyesület, a két korábbi egyesület és néhány más vasiparos részvételével. Az új társulás Ózdon épített új gyárat, és lényegében ezzel született meg az ózdi vasgyártás. Az iparágban fokozatosan kibontakozó verseny, a hatékonyság és egyéb okok miatt szorosabb fúzióra volt szükség, és 1852-ben, immár az ózdi gyár részvételével, megalakult a Rimamurányvölgyi Vasmű Egyesület. A szervezetben az ózdi gyár fokozatosan egyre hangsúlyosabb szerepet kapott. A társaság tevékenysége felvirágzott, komoly műszaki fejlesztéseket hajtottak végre, és tiszta nyeresége pár év alatt megtöbbszöröződött.
Az Ózd környéki eseményekkel hozzávetőleg párhuzamosan Salgótarjánban is hasonló törekvések valósultak meg, és 1868-ban megalakult a Salgótarjáni Vasfinomító Társulat. Az idők folyamán többször felvetették a két gyár koalícióját, amire azonban csak 1881-ben került sor: ekkor alakult meg a „Rima”, azaz a Rimamurány-Salgótarjáni Vasmű Rt., a kor vaskohászati mamutvállalata. 1898–1900-ban az rt. gyárai az ország nyersvastermelésének közel 44%-át, az acélgyártás 44%-át, a hengerelt acéláru 44%-át adták. Az első világháború és a trianoni békeszerződés miatt a társaság is nehéz helyzetbe került, de – a jelentős nyersanyagproblémák ellenére – viszonylag rövid idő alatt helyreállt a termelése. A folyamatos műszaki fejlesztés, korszerűsítés és új termelő egységek beállítása révén egyre sikeresebben termeltek, amit a második világháború előtti fokozódó megrendelések is erőteljesen segítettek.
A „Rimát” 1946 végén államosították, majd az ózdi gyárból nemzeti vállalat (ÓNV) lett, az Ózdi Kohászati Üzemek nevet pedig a gyár 1950-ben vette fel. Az erőltetett iparosítás évei következtek, és Ózd helyzetét meghatározta a közeli diósgyőri Lenin Kohászati Művek, de különösen az új beruházásként épülő és fejlődő Dunai Vasmű léte. Az 1960-as évek elején nagy műszaki fejlesztéssorozat történt a gyárban, ami kiterjedt a metallurgiai (nyersvas- és acélgyártás) és a hengerlési vonalra, de a kiegészítő tevékenységekre is. Később, az 1970-es évek elején tovább folytatták az új beruházásokat: korszerű folyamatos öntőművet (FAM) és modern rúd- és dróthengerművet (RDH) építettek. Az ÓKÜ a rendszerváltást követő éveket nem tudta eredményesen kezelni, a privatizáció csak az RDH esetén volt sikeres (a gyár többi részét lebontották): az Ózdi Acélművek Kft.-t a német Max Aicher GmbH & Co. vette meg, amely miniacélmű telepítésével viszi tovább az ózdi acélgyártó hagyományokat.

## A kohászat előzményei Gömörben

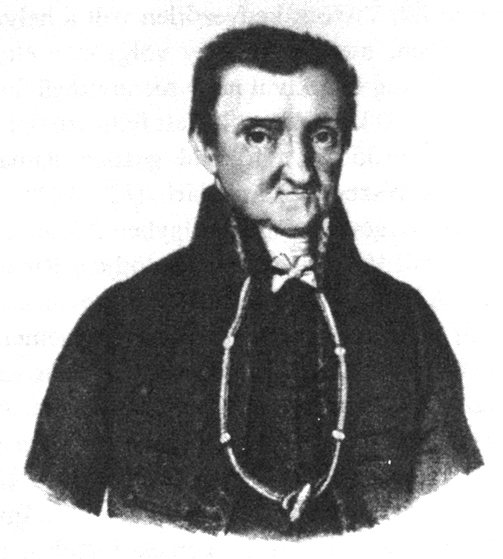
Sturman Márton, a Murányi Unió és a Rimai Coalitio kezdeményezője

A gömöri vasipar története több évszázados múltra tekint vissza. A magyar kohászat az Árpád-kortól virágzott a térségben, ahol a kohók működését a környékbeli vasérclelőhelyek és az erdőségek által biztosított faszén tette lehetővé. Ezt erősíti az a tény, hogy Ózd egyik legrégebbi városrésze az Árpád-korban a Vasvár nevet viselte, és valószínűleg már ekkor a vasfeldolgozás egyik központja volt. A hosszú ideig csak jobbágyok, parasztok által művelt „kohászkodás” után 1585-ben már működött Jolsván egy vashámoros céh, amely a vasat tót- és parasztkemencékben állította elő. Az első komolyabb technológiai változás akkor következett be, amikor a légbefúvást és a kalapácsok meghajtását vízerővel oldották meg. A térség vasiparának fejlődése az 1700-as évek elején lendült meg, amikor II. Rákóczi Ferenc Lányi Pál Gömör megyei birtokost nevezte ki vasipari prefektusnak, aki a megyében több olvasztókemencét, Dobsinán kardgyárat és bombaöntő műhelyt létesített, és Szászországból hozott be mestereket. Ugyanakkor a nemesség érdeklődését is felkeltette az iparág, és vasgyártó üzemek sorát hozták létre, amelyeket általában kereskedelmi vállalkozóknak adtak ki. Nem véletlen, hogy ebben az időben, és utána még jó darabig, Gömör számított a hazai vaskohászat legfontosabb országrészének. A 18. század második felében már álltak azok az fontosabb üzemek, amelyek későbbi egyesülésével az ózdi gyár magját alkották (a Malvieux Lajos György kezelésébe került rimabrézói vasolvasztó és likéri hámor, a Kubinyi család nyustyai vasolvasztója, valamint a Sturman család több vasércbányája, olvasztója és hámora). Az elmaradott technikával dolgozó, jobbágymunkára alapozott üzemek termelése azonban egyre kevésbé volt gazdaságos.
A napóleoni háborúk okozta konjunktúra fellendülést hozott a kohászatban is, és a fokozódó igények arra késztették a gömöri vasgyárosokat, hogy egyesítsék erőiket, így korszerűsítsék a termelésüket. E törekvések mentén jöttek létre a Murányi Unió és a Rimai Coalitio nevű kohászati egyesülések.
A Murányi Unió megalakításának mozgató ereje Sturman Márton (máshol Sturmann, Sturmán) (1757–1844) volt. Sturman, maga is vasgyáros, érdekelt volt a vaskohászat fejlesztésében. Az Unió alapszerződését 1808. március 13-án írták alá a részt vevő Murány környéki vasgyárosok (Sturman Márton, Sturman András, valamint a Czékus, a Petróczy, a Barthó, a Bartóffy, a Benkár, a Clementis és a Czibur nemesi családok, és csatlakozott még Nagyrőce városa is). Az Unió üzemeiben eleinte 5000–6000 bécsi mázsa (1 bécsi mázsa=56 kilogramm) nyersvasat, 3000–4000 bécsi mázsa bucavasat és 3000–4000 bécsi mázsa kovácsolt rúdanyagot állítottak elő. A korszerűsítések után (új kohók, frisstüzek) a gyártási kapacitás komoly mértékben megnövekedett, gondot jelentett azonban a faszénhiány, ami miatt a Rima-völgyben kellett megoldani a szénfaszükséglet biztosítását, és ugyanitt két hámort és egy frisstüzet is telepítettek.
A Rimai Coalitio 1810. február 16-án alakult meg, és érdekesség, hogy ennek létrehozásában is Sturman Márton játszotta a vezető szerepet. A Coalitio részvényesei – a Murányi Unióval ellentétben – elsősorban nagybirtokos arisztokraták voltak (báró Luzsénszky János, gróf Forgách Antal, gróf Forgách Alajos, báró Prónay Gábor, gróf De la Motte Károly és báró Prónay Krisztina), de érdekeltséget vállalt még Sturman Márton, a Kubinyi család és a Murányi Unió is. Az egyesült gyárak termelése 7000–8000 bécsi mázsa nyersvas és 4000–5000 bécsi mázsa kovácsoltvas volt. A Coalitio kezdettől fogva eredményesen működött, nyereségesen termelt, az 1829–30-as üzleti évben 15 192 bécsi mázsa nyersvasat és 9104 bécsi mázsa kovácsoltvasat állított elő, nyeresége pedig meghaladta a 100 000 forintot. Az egyesület szakmunkásai főleg morva, cseh és német származásúak voltak, a segéd- és szállítási munkákat jobbágyok végezték kötelező robotjuk keretében.
A kohászati vállalkozások további koncentrációjának a gondolata már 1828-ban felmerült, amikor Andrássy György gróf, nagybirtokos és maga is vasgyáros, javasolta az összefogást az egyre fontosabb kérdéssé váló szakképzés ügyében, több technológiai és szociális kérdésben. Ez akkor nem valósult meg, nem kis részben a Coalitio ellenkezése következtében. Ebben a történelmi időszakban erősödött fel a reformellenzék harca, amit az 1839–40-es országgyűlésen folytatott a magyar ipar védelme és fellendítése érdekében. A gömöri vasiparosak lelkesen üdvözölték a kezdeményezést, és 1843. szeptember 6-án, a várhosszúréti Andrássy-kastélyban tartott tanácskozásukon memorandumot fogalmaztak meg az országgyűlési bizottság számára, amelyben összefoglalták az iparág legfontosabb problémáit, sürgették a bányatörvény megalkotását, műegyetem és reáliskolák létesítését, utak és vasutak építését. Ezen a tanácskozáson többen felvetették, hogy közös erővel építeni kellene egy vasúti sín-, gép- és szerszámgyárat Sajópüspöki térségében. 1843-ban másik fontos esemény is történt: szeptemberben a Coalitio új tisztfőnökévé Rombauer Tivadart (1803–1855), a Schönborn grófság munkácsi vasműveinek igazgatóját nevezték ki, aki az ózdi gyár létrehozásában is fontos szerepet fog betölteni. Rombauer azonnal komoly korszerűsítésekbe fogott, többek között cilinderfúvókákkal látta el a gömöri kohókat, új közutakat építtetett Nyustya és Vashegy között, új „vaskő”-jogosítványokat szerzett stb. Tevékenysége nyomán az egyesülés rövid időn belül megtöbbszörözte gyártását (1845–46: 21 644 bécsi mázsa nyújtott vas, 5108 bécsi mázsa vasöntvény, 178 900 forint nyereség).

## Az ózdi vasgyár létrejötte

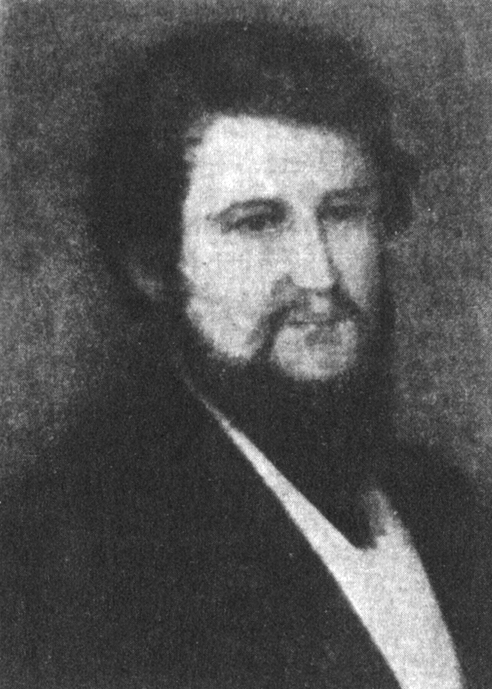
Rombauer Tivadar, az ózdi vasgyártás megalapítója

Az ipari forradalom az 1840-es évek elején lassan megérkezett Magyarországra, és ebben az időszakban – közel egy időben – az ország több vaskohászati üzemében is jelentős lépéseket tettek a nagyipari értelemben vett vasgyárak létesítésére, komoly fejlesztéseket hajtottak végre az újszerű kavaró-hengerlő acélgyártási eljárás bevezetésével. Gömörben sem feledkeztek meg a „nagyobb szabású vaspályasín- és hengergyár” építéséről, és előkészítés gyanánt Szathmáry Király Pál, Gömör vármegye főszolgabíráját, a Murányi Unió elnökét és Rombauer Tivadart tanulmányútra küldték a faszén kőszénnel való kiváltása és a modern kavarókemencék tanulmányozása ügyében (Stájerország, Csehország, Belgium, Anglia). A tanulmányút és a technológiai kísérletek sikeresek voltak, és az egyesület a közös vasfinomító gyár létrehozására szólította fel Gömör kohászati vállalkozásait. E felhívás hatására jött létre 1845. május 14-én a Gömöri Vasművelő Egyesület. Az alapító ülést Rimaszombatban tartották meg, az aláírók: a Murányi Unió, a Rimai Coalitio, Andrássy Károly gróf, a két egyesület tizenöt részvényese és Szitányi Ullmann Móric pesti nagykereskedő. Az új egyesület alaptőkéje 250 000 forint volt, és a 10 000 forintos részvények közül az Unió és a Coalitio 10–10-et, Andrássy és Szitányi 2–2-t, Szathmáry Király, Draskóczy Sámuel, Ragályi Ferenc, Nagyrőce és Rimaszombat városa 1–1-et jegyzett (töredékrészvénnyel maga Rombauer is részvényes lett). A társulásnál a tőke egészében hazai volt, a résztvevők is magyarok, így az egyesület teljes mértékben magyar vállalkozásnak számított.

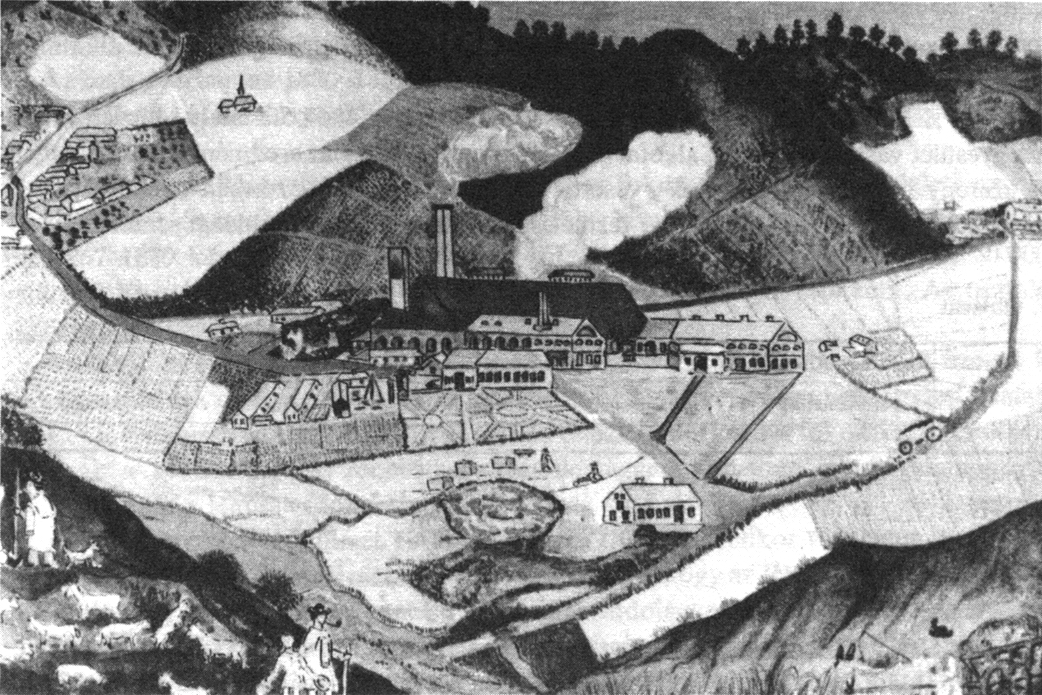
Az Ózdi Vasgyár első ismert ábrázolása (1847–50 között készült rajz)

A gyárat először a Mátra térségében akarták felépíteni, de végül az Ózd nevű jelentéktelen falura esett a választás, amely a nádasdi, a hangonyi és az uraji völgyek találkozásában feküdt. A megfelelő terület, a szénkutatási és a bányanyitási jogok megszerzését követően utat és hidat építettek, majd 1846 áprilisában elkezdődött a gyár építése. Az egyesület pénztárkönyvéből ismertek a pontos dátumok: 1846. március 28.: „Áldomás az alapok kijelölésekor 40 kr” (krajcár), 1846. április 20.: „Áldomás az első kövek fundamentumba betételekor, 5 Ft”. A terveket S. Dobbs angol mechanikus készítette, aki az épületeket U alakban helyezte el. A kinevezett igazgató Fohn Kajetán, a kavaró acélgyártási technológia kiváló ismerője volt, akivel tanulmányútja során Mauternben ismerkedett meg Rombauer. Fohn szeptember 19-től tartózkodott a helyszínen, felügyelte az építkezést, intézkedett a nyersvas és a nyújtott vas, a gépek beszerzése és az alkatrészgyártás ügyében. A gyár épületei 1847 közepén már álltak, a szakértő szerelő munkásokon kívül segédmunkások, napszámosok és jobbágyok dolgoztak, a gyár állandó szakmunkásait pedig júliustól kezdték szerződtetni. Források alapján már 1845-től a gyár dolgozója volt Hoffmann Rudolf svájci származású esztergályos, Lorencz Ignác  cseh eredetű hámoros, Balyi János kavarászsegéd, Vincze József gépőr és Baly József nyersvasmázsáló, ózdi lakos, Árvay József hengerész, nagyrőcei, Bilnicza Pál pléhmelegítő, berdárkai, Brosák János hengerész és Kupcsák András kavarászmester, betléri és Bary János kavarászsegéd, várkonyi lakos. Az üzem induló munkáslétszáma száz alatt volt, a tisztviselők 4–5-en voltak.
A próbaüzem – megváltozott profillal, a sínhengerlés helyett lemez- és profilgyártással – 1847 végén megkezdődött. A gyárban tíz kavaró kemencét helyeztek el (Magyarországon először itt jelent meg az akkoriban világszínvonalat képviselő technológia), működött még egy gőzhámor és egy lupasorozat, amely a hengersorok előtermékét állította elő, a négy forrasztókemencét és a hengersorokat (lemezsor, finomsor, középsor) a két szárnyépületben helyezték el. Az első nehézségek leküzdése után az üzem működése az 1848-as márciusi forradalom után gyakorlatilag megbénult, mert a külföldi munkások többsége elhagyta a gyárat, ráadásul – nem csak az ózdi gyárnál, de az Unió és a Coalitio egységeiben is – gondot jelentett az úrbéri kötelezettségek eltörlése, a jobbágyság felszabadítása. A gyár jobbágy és zsellér munkásait fellelkesítették a forradalmi események, pénzt gyűjtöttek és levelet írtak a Pesti Hírlap szerkesztőségéhez:
„Igen tisztelt Szerkesztőség!

Ide tsatolván küldünk édes magyar hazánk segélyezésére mi is egy tsekélyke összeget, 78 Ft-ot és 38 krajcárokat. Nehéz keresményünkből krajcáronként raktuk össze. Bár adhatnánk többet, de mi tsak szegény munkások vagyunk. Ám, ha vagyont nem áldozhatunk, felajánljuk a hazának erős, edzett karjainkat és szabadságunkért lángoló vérünket, elhatározván, hogy valamennyien beállunk honvédnek

Ózd, 1848. május 27.

a vasgyár munkásai.”

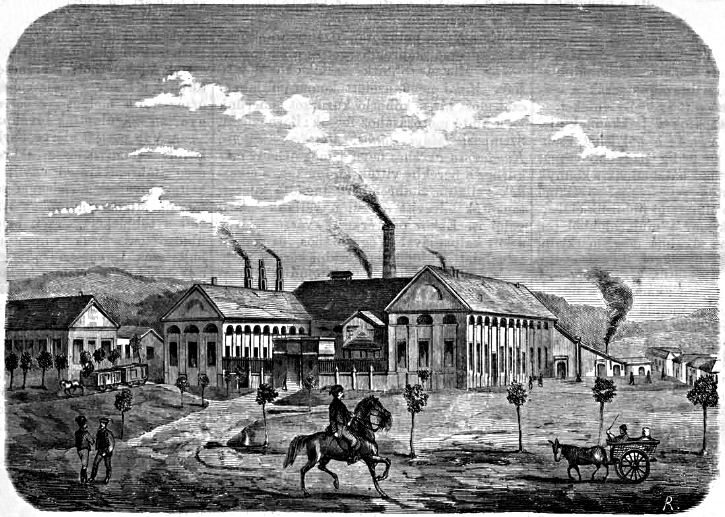
Az ózdi gyár 1864-ben

A helyzet tovább súlyosbodott, amikor a Coalitio mindenese, Rombauer Tivadar, a Batthyány-kormány Földművelés-, Ipar- és Kereskedelemügyi Minisztériumában iparügyi osztályvezető lett. A távozásával előálló nehéz helyzetet kezelendő az Unió közgyűlése 1848. március 10-én azt javasolta a Coalitiónak, hogy egyesítsék vasműveiket. A válasz pozitív volt, de a döntést az őszi közgyűlésre hagyták. Közben, Jelačić támadásának terveire reagálva Kossuth Lajos utasítására Rombauer megkezdte a fegyvergyártás előkészítését. Gyors vizsgálatot végeztek ennek lehetőségeiről, a gépek beszerzéséről. Már a harcok után a kormány szerződésben bízta meg a Gömöri Vasművelő Egyesületet puskacsövek gyártásával, és az ózdi fegyvergyártás irányítását Rombauer vette át. Novemberben a Coalitio is parancsszerű állami megrendelést kapott. Az állami fegyvergyár berendezéseit és munkásait Rombauer Ózdra szállíttatta, majd az ózdi gyárat 1849. március 1-jétől állami kezelésbe vonta. A megfelelő szintű gyártás ennek ellenére nem indult be, ezért a gépek egy részét Pestre szállították. Az ózdi fegyvergyártás kudarcba fulladt, és az egyesület megrendelés nélkül maradt (ebben többek között a német igazgató felelőssége is felmerül). Ugyanakkor a Rimai Coalitio sikeresebb volt e téren, ők 20 568 darab gránátot gyártottak le 1849. február 11. és július 11. között.
A szabadságharc bukása után szlovák szabadcsapatok szállták meg Felső-Magyarországot, így Ózdot is. A gyárban a fegyvergyár gépeit keresték, miközben teljesen kirabolták a vasgyárat: 520 bécsi mázsa hengerelt lemezt szállítottak el, a pénztár teljes tartalmát (5535 forint 30 krajcár) elvitték. Hasonlóan járt a másik két társaság is. A gömöri cégek egy része vezető nélkül maradt: Rombauer Amerikába emigrált, szeptemberben Fohn Kajetán igazgató is lemondott, egyedül az Uniónak volt műszaki vezetője, Benkár József személyében. A vállalkozások rendkívül nehéz, szinte csődhelyzetben voltak, amiből az egyesületet csak 1850 októberében segítette ki a bécsi Lechner-Heinrich kereskedőházzal kötött megállapodás, aminek értelmében kötött áron átvették a gyár termékeit, és 10 000 forint kölcsönt is adtak nekik.

## A Rimamurányvölgyi Vasmű Egyesület

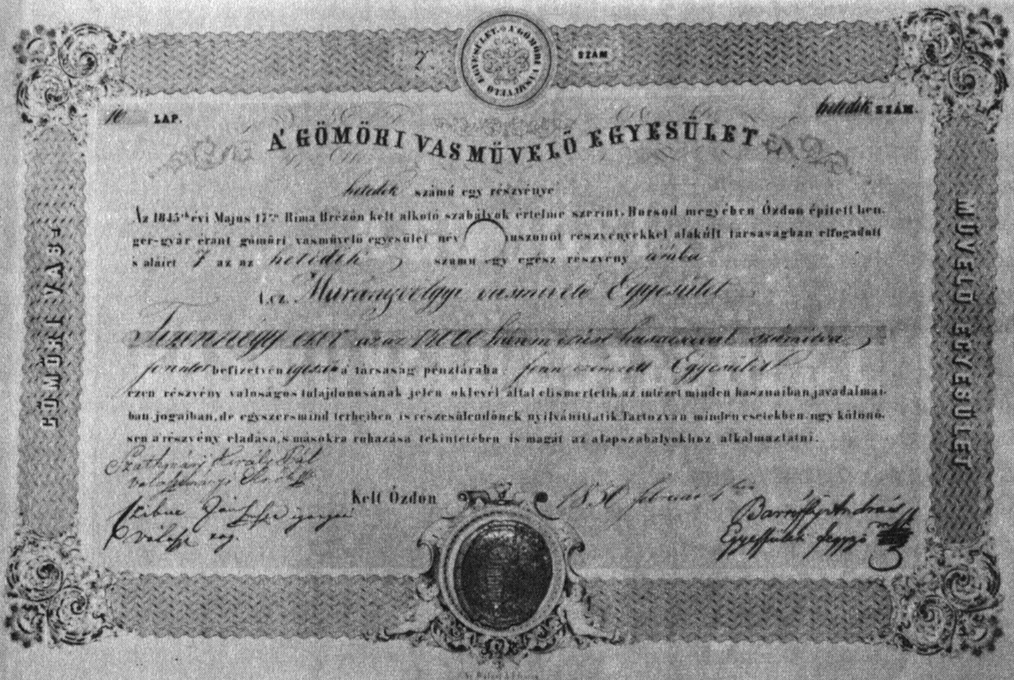
A Rimamurányvölgyi Vasmű Egyesület részvénye, 1850

A három vasmű csak 1850 végére lett úrrá a nehézségeken, és ekkortól kezdtek folyamatosan termelni, az azonban jól látszott, hogy az elkülönült termelésnek egyre csekélyebb a jövője, és csak az erők koncentrációjával lehet eredményesen működni. A Rimai Coalitio 1852. február 26-i választmányi ülésén Heintz Ádám választmányi tag felelevenítette a Murányi Unió korábbi egyesülési eszméjét. Az Unió kedvezően fogadta a kezdeményezést, és május 10–11-ei közös tanácskozásukon egyetértettek abban, hogy az egyesülésre szükség van a vasiparban kibontakozó verseny, a hatékonyság és több más ok miatt. A vagyoni kérdések tisztázását további egyeztetésekre hagyták. Ugyanebben az időben a Gömöri Vasművelő Egyesületben is lépéseket tettek az eredményes gyártás érdekében és megfelelő forgótőke biztosítására (a bécsi Heinrich bankár ugyanis időközben felbontotta a gyárral kötött szerződést). Az 1852. május 19-én megtartott rendkívüli közgyűlésen ők is a fúzió mellett döntöttek, és küldöttséggel képviseltették magukat a másik két cég 1852. július 6-i rimabrézói ülésén. Ezen az ülésen megtörtént az Unió és a Coalitio egyesülése Rimamurányvölgyi Vasmű Egyesület (RVE) néven. Az ülésen az ózdiak kérték, hogy az egyesülést velük is ejtsék meg. A fogadtatás pozitív volt, és bizottságot küldtek ki a cég helyzetének felülvizsgálatára. Ennek ismeretében 1852. augusztus 13-án megtörtént a fúzió. Az igazgató választmány elnökének Fáy Gusztávot választották, tagjai Máriássy Béla, Kubinyi Rudolf, Heintz Ádám, Szontágh István, Plachy Zsigmond, Czibur János, Benitzky Márton és Bodon Antal lettek.

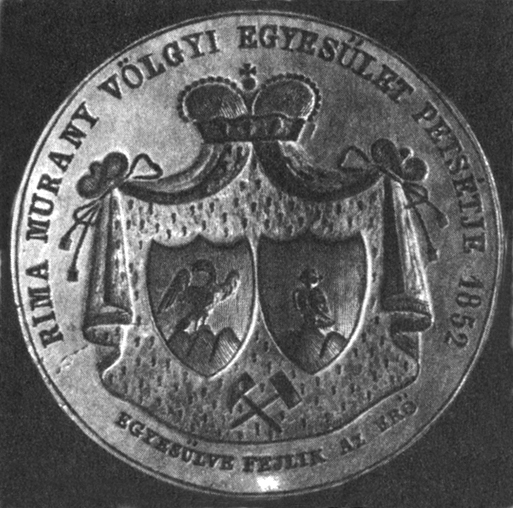
Az egyesület pecsétnyomója 1852-ből

Az egyesülésnek hamar meglett az eredménye, az ózdi gyár egyre fontosabb szerepet töltött be az új vaskohászati egyesületben, mert a hengerelt árukat sokkal jobb áron lehetett eladni, mint a hámorok termékeit. Ennek megfelelően alakították ki az RVE gyártási profilját, a távoli bányákat eladták, a régi hámorokat pedig leállították, egyúttal a vasfinomítás súlypontját Ózdra helyezték át, sőt az egyesület központját is ott alakították ki. 1854-ben üzembe helyeztek egy nagy gőzkalapácsot, a hengersorokhoz új gőzgépeket állítottak be, és bővítették a nyustyai nyersvastermelést. Bővítették a munkáslétszámot is, még a környező országokból is szerződtettek szakmunkásokat, de sokan jöttek Gömör és a környék más vasgyáraiból is. A munkáslétszám 1859 elején 1229 fő volt. Az új munkások miatt erőteljes munkáslakás-építésbe fogtak.

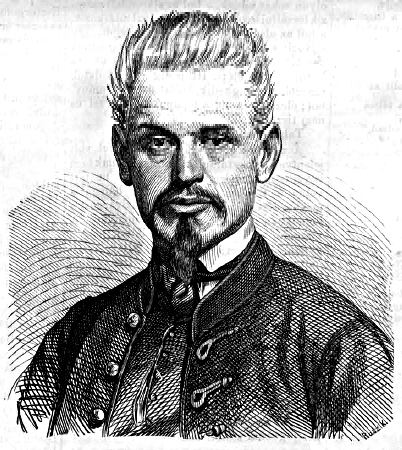
Volny József, az egyesület vezetője

Az 1854-ben meghozott osztrák bányatörvény miatt a cégnek bányatársasággá kellett alakulnia, és 488 2/6 darab részvényét 115 10/100 bányakuxára váltották át. 1856-ban Volny József kohómérnök lett az egyesület főfelügyelője, akinek tevékenysége nyomán a társaság tevékenysége felvirágzott. Megindult a vasművek fejlesztése, a nyersvasgyártás fokozása, és számos területen korszerűsítéseket hajtottak végre. 1860-ban felvették a kapcsolatot a Tiszai Vasút Társasággal, és megállapodtak a síngyártásról. Nádasdon 300 899 forintból új hengerlő gyárat építettek, amely az 1864-es próbaüzemet követően 1865 tavaszától működött üzemszerűen (nyolc kavaró kemencével, három hengersorral, négy forrasztó- és két lemezfrissítő kemencével). Ezzel egy időben a rásztocsnói és császárpataki frisstüzeket és a hlinaneci hámort felszámolták, csak a rimócai és a málnapataki hámort működtették továbbra is. Az RVE az 1853–54-es és az 1866–67-es üzleti év között a hengereltáru-termelését megötszörözte, az évi tiszta nyeresége pedig közel kétszeresére nőtt.
Az osztrák–magyar politikai kiegyezést komoly gazdasági fellendülés követte, ami természetesen érintette a vasipart is. Sorra korszerűsítették a kohászati vállalatok termelését, Diósgyőrben új, állami kohászati üzem telepítését határozták el, Resicán bevezették a Bessemer-féle acélgyártást. Ezt tervezték az ózdi gyár vezetői is, de minthogy híre ment, hogy Vítkovicében kudarccal zárult a próbagyártás, letettek az új beruházásról, és inkább a meglévő technológiát fejlesztették. Új kavarókemencét építettek, korszerűsítették a „vastag hengersor”-t, még új munkáslakásokat is építettek. A nádasdi gyár termelése több mint másfélszeresére emelkedett, így a két hengermű 100 000 mázsányi készterméket állított elő. A nyersvasszükséglet biztosítása érdekében fejlesztéseket hajtottak végre a nyustyai nagyolvasztónál. Volny piacszerző körútra indult Dél-Európában, és ennek nyomán sikerült betörni a bukaresti piacra, ahol az angol termékek versenytársává vált az ózdi gyár.

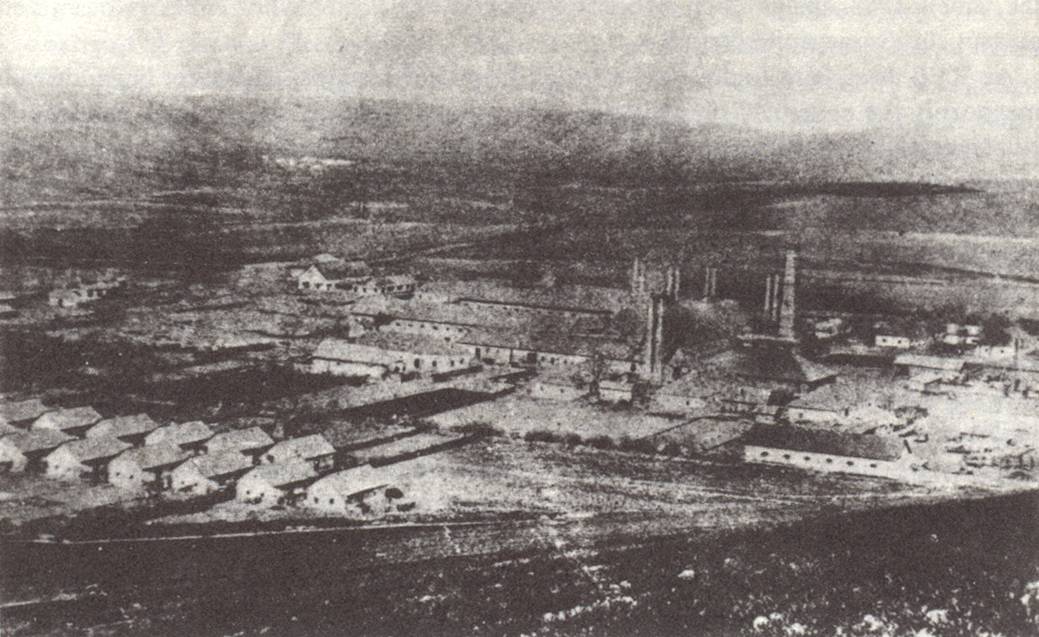
A gyár egy 1870-es dagerrotípián

Ugyancsak ebben az időben, 1868-ban alakult meg Andrássy Manó vezetésével a Salgótarjáni Vasfinomító Társulat, amely a térség néhány vasgyártó érdekeltségét fogta össze egy finomító gyár létesítése ügyében. A salgótarjáni építkezést az indokolta, hogy ekkorra készült el a Pest–Hatvan–Salgótarján vasútvonal, ami a szállítási feladatoknál döntő fontosságú volt. A Rimamurányvölgyi Vasmű Egyesület azonnal megkísérelte a veszélyesnek ígérkező versenytárssal való fúziót, de a kezdeményezés elutasításra talált. 1869-ben lemondott Volny József, és helyére Kubinyi Manó került. Az egyesületnek komoly gondot jelentett, hogy legjobb szakmunkásai a magasabb bérek miatt Diósgyőrbe és Salgótarjánba távoztak. Ezért a meglévő munkásokból, illetve főleg azok fiaiból képeztek szakmunkásokat. Így állhatott elő az a kedvező állapot, hogy az új ózdi hengersor indulásakor a teljes forrasztó és hengerész személyzet saját nevelésű munkás volt. Közben új helyzet állt elő Salgótarjánban: immár veszteségesen termelt, csak két nagy bank segítségével sikerült a szanálást megoldani, a működőképesség helyreállítására pedig leszerződtették Volny Józsefet. Ekkor már egyes „salgótarjáni” részvényesek támogatták volna a rimamurány-völgyiekkel való koalíciót, most azonban az RVE utasította vissza a közeledést. Kezdeményezték a Gömöri iparművasút létesítését, majd a Bánréve–Ózd–Nádasd vasútvonal megépítését. Az előbbi végül állami beruházásban, utóbbi pedig az egyesület saját beruházásában valósult meg 1872 körül.
Az 1872–73-as üzleti évben érte el az RVE működése legmagasabb szintjét, de ezt követően – az 1873-ban kezdődő gazdasági válság hatására – nehézségek jelentkeztek, amik fokozódni kezdtek, és a cég termelési volumene pár hónap alatt a harmadára csökkent. Ettől komolyabb negatív hatás érte azonban a salgótarjániakat, a támogató bankok helyzete is nehézzé vált, és ismét felvetették a Rimamurányvölgyi Vasmű Egyesülettel való fúzió lehetőségét.

## A Rimamurány-Salgótarjáni Vasmű

### Az óriásvállalat létrehozása, működése

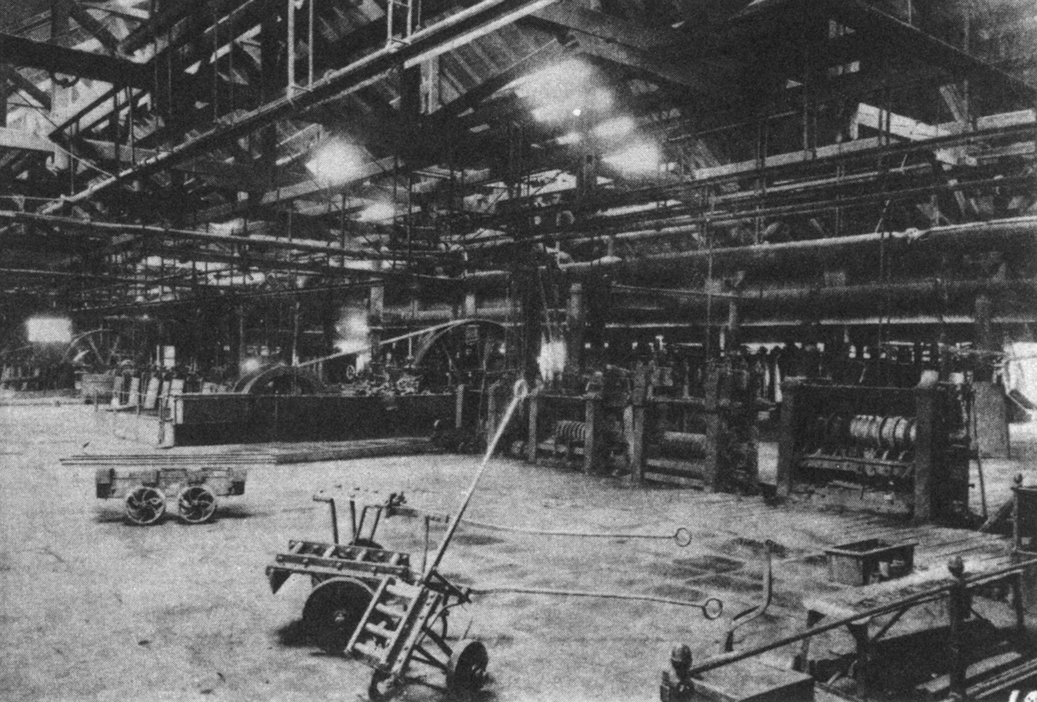
A középhengersor 1883-ban

1875 augusztusában Andrássy Manó kezdeményezésére a gömöri vasiparosok – köztük az RVE – is elvi egyezséget kötöttek egy új egyesület alakítására vonatkozóan. A gondolat azonban csak évek múlva, a kiéleződő ipari verseny hatására került ismét előtérbe. A többször is kezdeményezett fúzióra végül 1881. július 4-én került sor, a Wiener Bankverein tőketámogatásával. Az egyesült cég neve Rimamurány-Salgótarjáni Vasmű Rt. („Rima”, RMST) lett, alaptőkéje 7 350 000 forint volt. Ebben a tekintetben az RMST 1900-ban az ország, és egyben az iparág harmadik legnagyobb vállalata volt. Az új vasipari egyesüléssel Magyarország legkorszerűbb kohászati cége, egy igazi vasipari óriásvállalat jött létre, ami megvalósította a bányászat, a kohászat és vasipar koncentrációját. A „Rima” létrejötte új korszakot nyitott az iparág történetében, és ezzel jócskán a többi hazai iparág előtt járt, gyakorlatilag a nyugat-európai törekvésekkel tartott lépést. A részvénytársaság elnöke Lackó Antal, majd annak 1892-ben bekövetkezett halála után Tisza István, a Magyar Ipar- és Kereskedelmi Bank elnöke lett, alelnöke pedig Loisch Eduárd volt. Tisza 1902-ig, miniszterelnöki kinevezéséig maradt az elnöki pozícióban. A Műszaki Igazgatóság 1900-ban Salgótarjánból Budapestre, a már ott működő kereskedelmi vezetés mellé költözött.

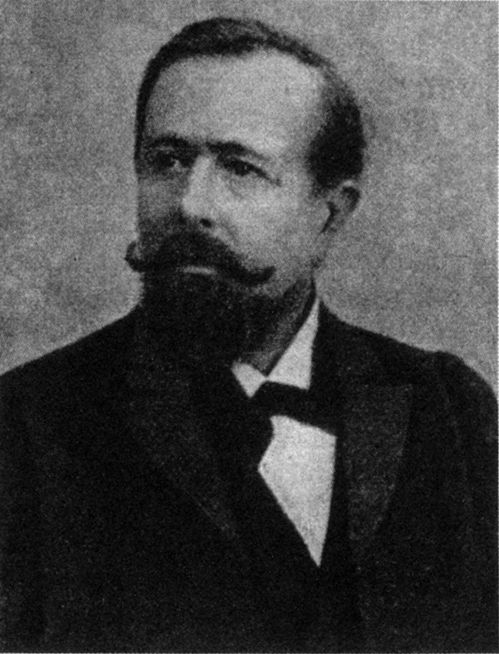
Borbély Lajos, aki 1869 és 1913 között állt a gyár szolgálatában

Az egyesülés idején Salgótarjánban tíz kettős kavaró- és hét forrasztókemence, Ózdon tizenegy, illetve hat működött. Telepítettek négy 25 mázsás gőzkalapácsot és két hengersort is, az egyik négy duóállvánnyal, a másik három trióállvánnyal működött. Salgótarjánban – Borbély Lajos (1843–1923) kezdeményezésére – 1888–89-ben kezdték a Thomas-féle konverteres acélgyártást, Ózdon pedig 1895–96-ban a Siemens–Martin-féle acélgyártást. Ehhez négy Batho-rendszerű SM-kemencét telepítettek. Három martinkemence 1895-től termelt, a negyedik a következő évben állt üzembe, összességében 500 000 mázsa/év (1 mázsa=100 kilogramm) kapacitással. Ezzel Ózdon a már elavultnak számító kavarókemencés gyártás mellett megjelent a sokkal termelékenyebb SM folytacélgyártás, ami által lehetővé vált a vashulladékok felhasználása is. A durvahengerművet 1904-ben univerzális tartó- és durvalemezsorral egészítették ki.
1898–1900-ban a részvénytársaság gyárai az ország nyersvastermelésének 43,5%-át, az acélgyártás 44%-át, a hengerelt acéláru 44%-át, bányái a széntermelés 6,1%-át adták. A cég vállalatai között tervszerű munkamegosztást hajtottak végre. Salgótarjánban leállították a félkésztermék-gyártást, kovácsolt kéziszerszámokat gyártottak, majd 1908-ban vasöntödét létesítettek. Itt gyártották az egyes berendezésekhez szükséges vasöntvényeket, az acélműi kokillákat, a hengerműi hengereket stb. Zólyomban is leálltak a félkésztermék-gyártással, és Ózdra és Korompára telepítették át. Az új területek miatt Ózdon komoly fejlesztésekre volt szükség, így a profilok átcsoportosítása az ózdi gyárnak kedvezett. Ózdon első ütemben 1895 és 1907 között bővítették a martinacélművet és az acélhengerművet, majd 1908 és 1915 között nagyolvasztóművet és finomhengerművet létesítettek. Az SM-acélmű csarnokában 1903-ban újabb négy martinkemecét állítottak üzembe, hogy pótolni tudják a Salgótarjánban leállított Thomas-konverter kieső termelését. Ezzel a martinacélmű évi 1200 millió mázsás kapacitással rendelkezett.
Az újraprofilírozás, a korszerűsítések és az új telepítések következtében Ózd a „Rima” nyersvas-, acél- és hengereltáru-központja lett, Salgótarjánban és Borsodnádasdon az ózdi félkésztermékeket dolgozták fel. Az RMST 1900-ban megvette a zólyomi Union Vas- és Bádoggyárat, a Hernádvölgyi Vasipari Rt-t és az Andrássy-féle sajóvölgyi vasérc-, bánya- és kohóműveket.
A részvénytársaság betléri kohóját leállították, emiatt Ózdon kezdtek nagyolvasztó építésébe. A két új nagyolvasztó 1908 elején kezdte meg a termelést, napi 2200–2500 mázsás kapacitással, amit azonban folyamatosan sikerült fokozni. A kohó üzembeállítása szükségtelenné tette a gazdaságtalan alsósajói, oláhpataki és dernői nyersvasgyártás fenntartását, így ezeket a kohókat leállították. Borbély a nyersvastermelés fokozása érdekében újabb két nagyolvasztót építtetett, amelyek közül az első 1913-ban kezdte meg az üzemszerű termelést. Az új ózdi nagyolvasztók beállásával a napi nyersvastermelés 5000–5600 mázsára nőtt, ami összességében évi 2,5 millió mázsának felelt meg (öt évvel korábban a „Rima” nyersvasgyártó kapacitása még csak 1 millió mázsa volt).

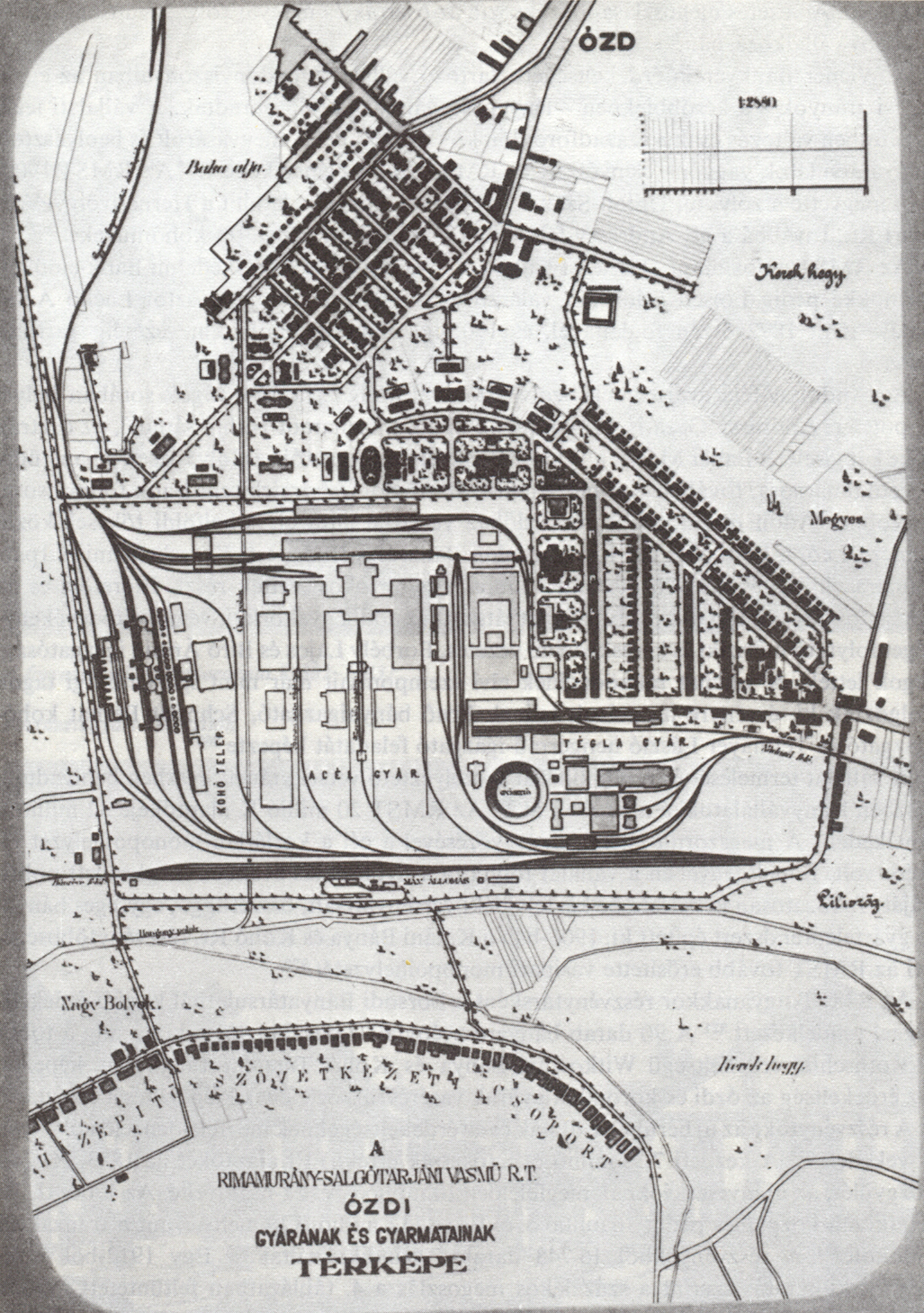
Az ózdi vasgyár térképe a századfordulón
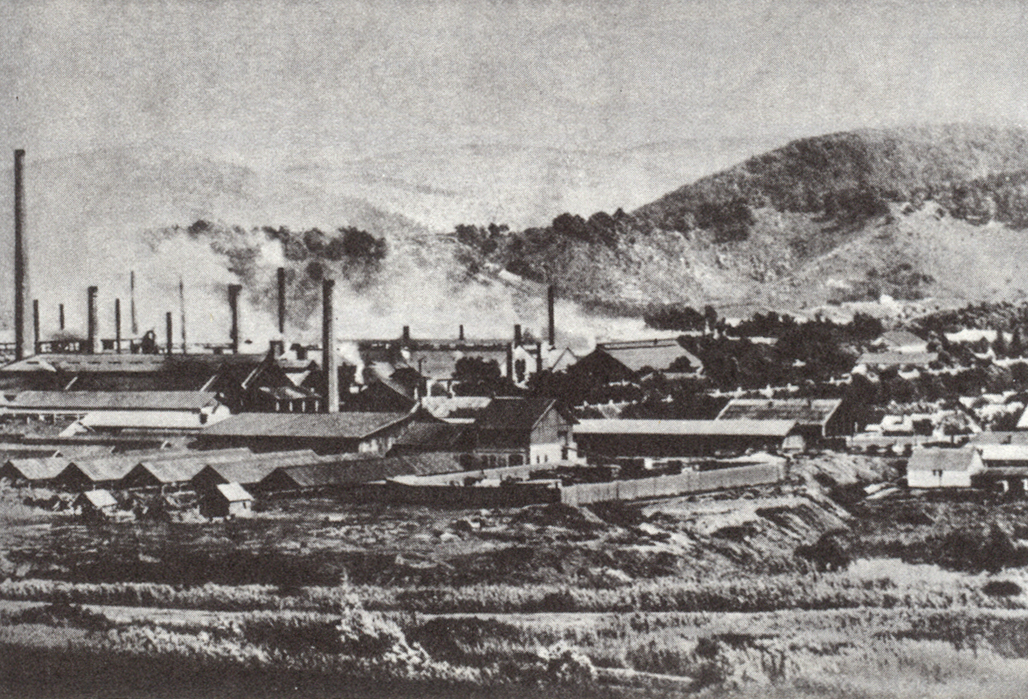
A vasgyár fényképe 1900-ból
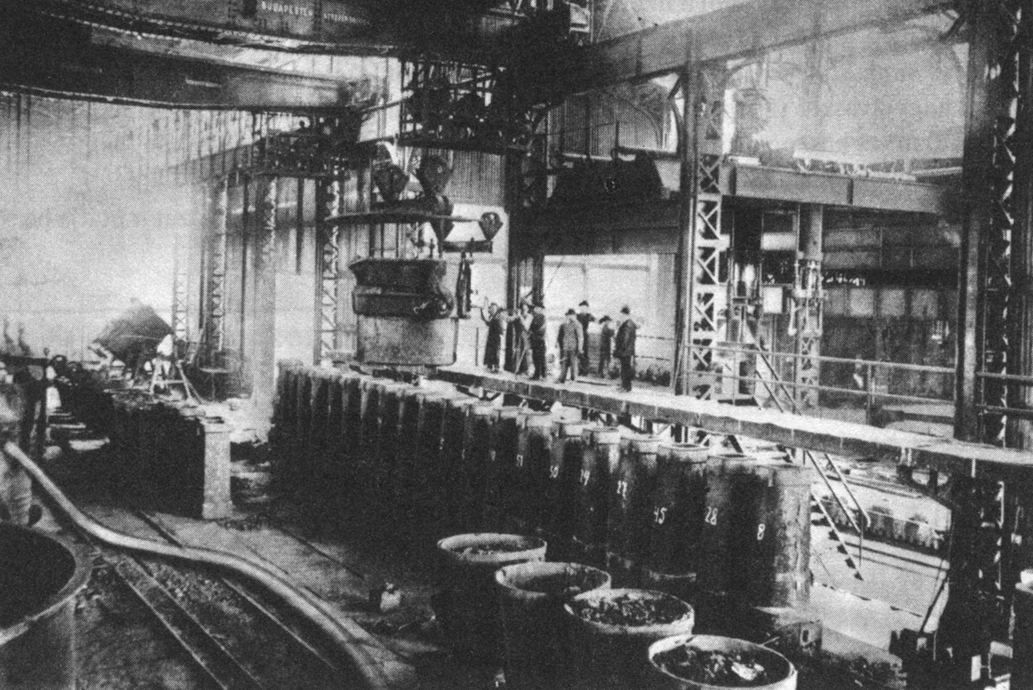
Az acélműi öntöde 1900 körül
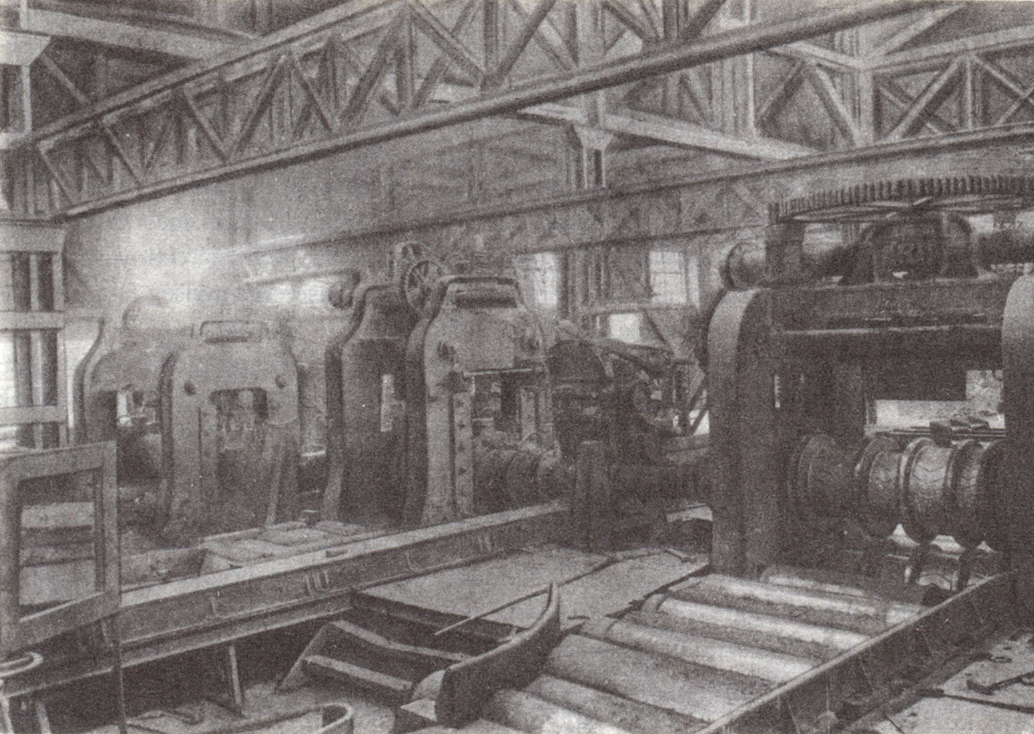
A blokkhengersor a századfordulón
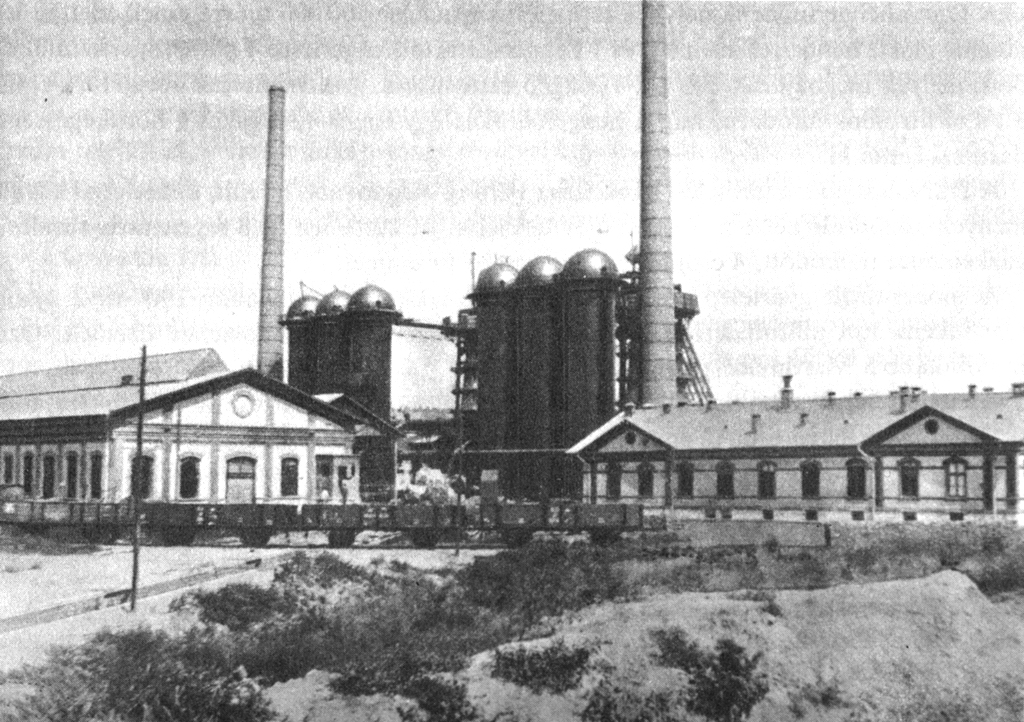
Az 1908-ban termelésbe állt két nagyolvasztó
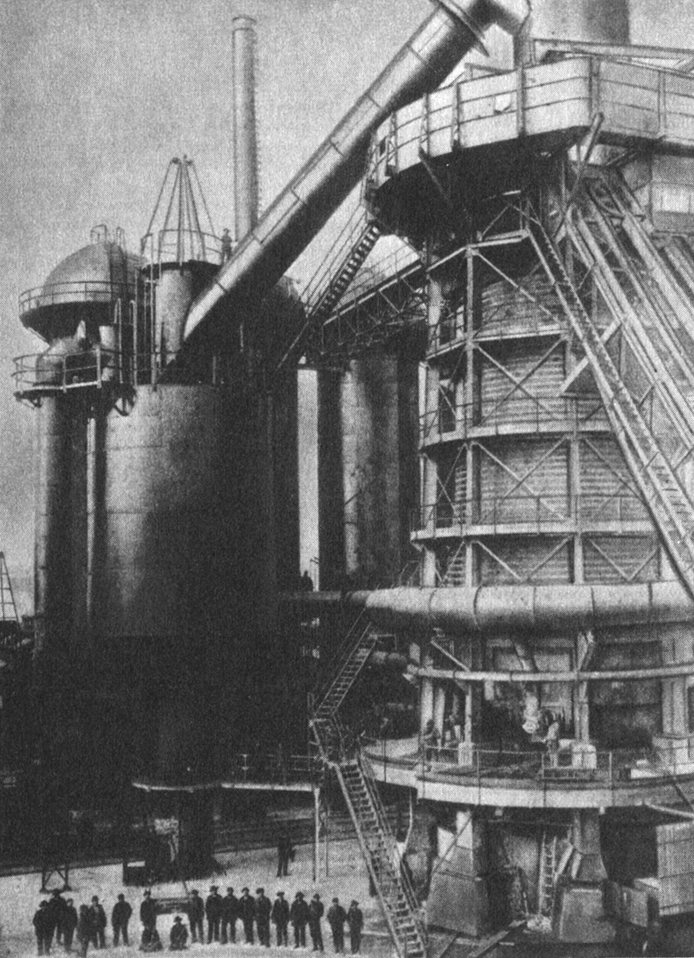
Az 1912-ben átadott 1. számú nagyolvasztó

### A két világháború között
Az első világháború kitörése eleinte kedvezőtlenül befolyásolta a cég működését, mivel vasérctermelés 1915-re 30%-kal csökkent, emellett szénhiány is fellépett. A nyersvastermelés komoly veszélybe került, a vállalat nyersanyagkészletei 1917-re kimerültek. A „Rima” vállalataitól sok munkást besoroztak, így a kihasználtság csak kicsivel volt 50% fölött. Sokat javított a helyzeten, amikor 1916-tól a vállalat hadiüzemként vasérchez jutott a boszniai Prijedorból, de a nagyolvasztómű még így is csak ⅔-os, a martinacélmű 85%-os kapacitással üzemelt. Az ózdi vasgyárban 1916 júliusában 218 fő (az RMST egészét tekintve 876 fő) munkaereje hiányzott, ekkor a gyárban 1012 munkás és 94 hadifogoly dolgozott.

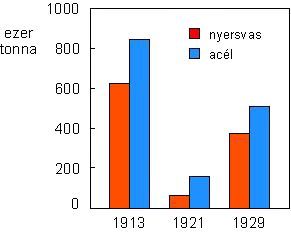
A magyar kohászat termelési adatai 1913 és 1929 között

A háború alatt átalakult a termékek piaca, polgári célra csak a legszükségesebb mértékben termeltek. Az RMST gyáraiban hadi rendelésre gyártottak csákányt, gyalogsági ásót, lópatkót, tüskéshuzalt, a sokkal jövedelmezőbb lőszert azonban nem. A háború után a Tanácsköztársaság és az azt követő zavaros idők, a trianoni döntés miatt a rendes munkamenet lehetetlenné vált, amit még súlyosbítottak a sztrájkok (ezek hatására a gyár vezetősége módosított a munkaidőn). A rendkívül jelentős területeket elvesztő országban a nyersvasgyártás 30%-a, a vasérctermelés 20%-a maradt az új határok között. Ez a tény különösen érintette a részvénytársaságot, mert a korábbi vasércvagyon 57%-át adó szepes–gömöri ércbányák is Csehszlovákiához kerültek. Az ózdi vasgyár megmentése országos érdekké vált, mivel csak itt folyt nyersvasgyártás, a Diósgyőri Vas- és Acélgyárban sem készültek még el a tervezett nagyolvasztók (Diósgyőr addig a román kézbe került Vajdahunyadi Állami Vasgyárból szerezte be az alapanyagot). Az Ózdi Vasgyárban végül – 27 havi szünet után – 1921 februárjában indult be a termelés egy nagyolvasztóval és három martinkemencével. A kettes kohót és a négy másik martinkemencét 1921 őszén sikerült üzembe helyezni. Ezt követően sikerül elérni, hogy az ércszükséglet 30%-át rudabányai ércből fedezzék, és 1924–25-re, jelzáloggal biztosított hitel segítségével (The New York Trust Company, 3 millió dollár) pénzügyileg is talpra állt a gyár.
Ebben az időben kezdődött Magyarországon az ipari termelés fokozódása, részben az önálló vámrendszer bevezetése és a finánctőke által biztosított új pénzügyi források következtében. Az ipar egészén belül a hazai vas- és acélgyártás termelési volumene az import visszaszorítása és a Csehszlovákiával kötött szerződések révén erős emelkedésnek indult. A hazai vaskohászat 1929-ben több mint 350 000 tonna nyersvasat és 500 000 tonna acélt termelt, és nyersvastermelésével a világon a 19., acéltermelésével a 17. helyet foglalta el. Az acéltermelés terén megelőzte Hollandiát, a dél-amerikai országokat, Kínát, Ausztráliát, és kétszer annyit termelt, mint Norvégia, Románia, Finnország és Jugoszlávia együttvéve. A „Rima” 1926-ban tagja lett a Nemzetközi Nyersacél Szövetségnek, és ezzel megszilárdította a helyzetét az osztrák és cseh vállalatokkal szemben. A gyors fejlődést mutatja, hogy 1930-ra a nyersvastermelése 130%-kal, készárueladása pedig 56%-kal volt több az előző évi szinteknél, és a gyár 1927-ben még mindig csak teljesítőképességének 80%-át érte el. 1929-re a nyersvastermelése 360 000 tonna volt, a háború előtti szintet 33%-kal meghaladva. Kivitelének legfontosabb területe a Balkán (Románia, Jugoszlávia, Bulgária) és Olaszország volt. A balkáni és az olasz export összesen 2,3 millió mázsát tett ki.

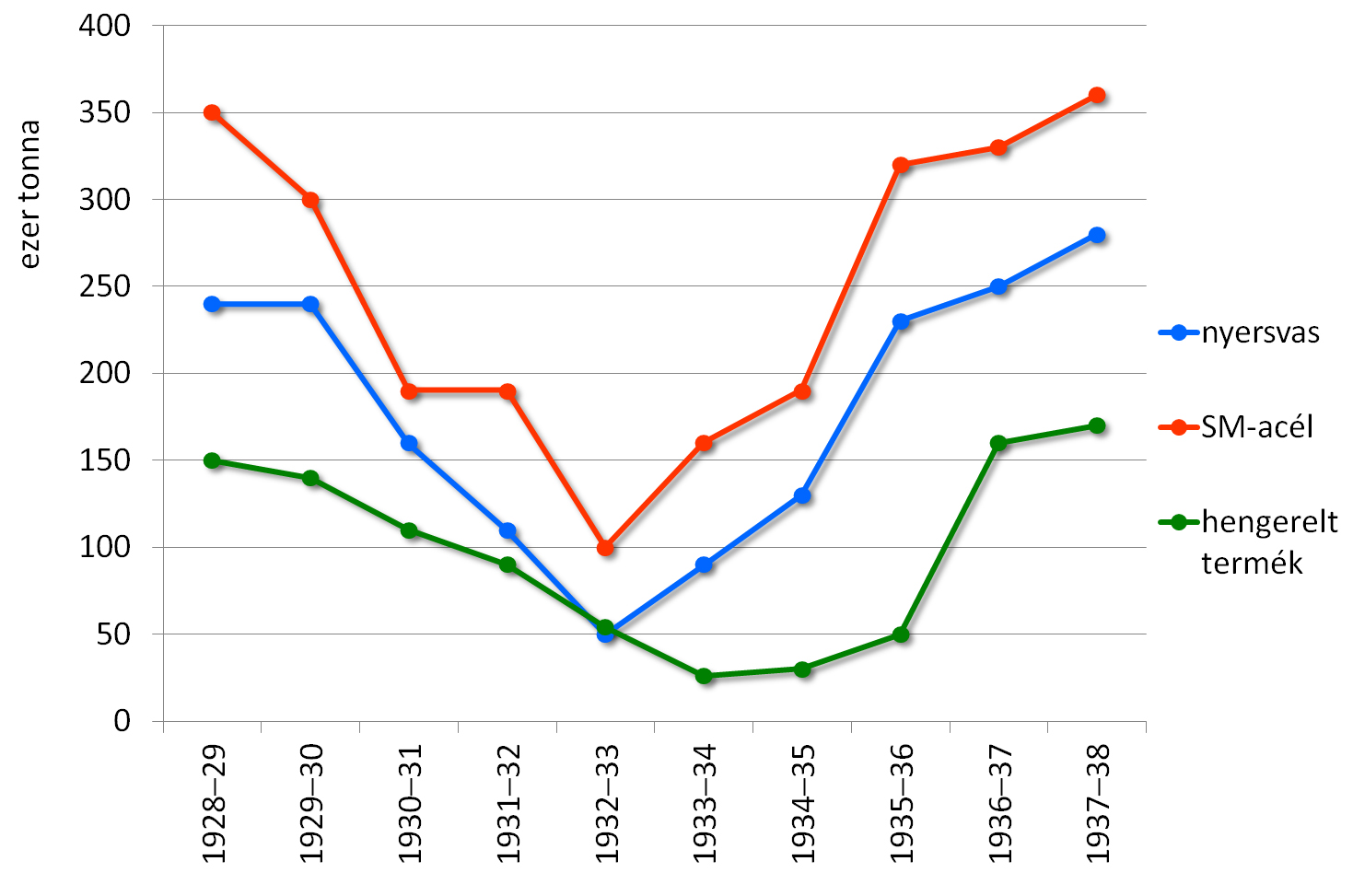
Az ózdi vasgyár termelési adatai a gazdasági válság előtti időszaktól a fellendülés szakaszáig

A nagy gazdasági világválság a termelés és a jövedelmezőség felfutása idején érte el a vállalatot. A válság egyébként is a kohászatban éreztette legerőteljesebben a hatását: a nyersvastermelés 80%-kal, az acélgyártás 90%-kal zuhant. A válság mélypontján az acélmű tizenkét martinkemencéjéből csak három, legfeljebb hét üzemelt. A hengermű féltermék-termelése 35,8%-kal, készárutermelése pedig 25,4%-kal volt kevesebb az előző évétől. Az áruértékesítés területén 1932–33 volt a mélypont, amikor az 1928–29-es üzleti évhez viszonyítva 61,1%-kal csökkent az eladott termékek mennyisége.
Az ezt követő időszak már a megélénkülés szakasza volt, annyira, hogy az 1935–38-as években Ózd már csak hosszabb határidőre tudott megrendeléseket vállalni. Az RMST ezért nagyarányú beruházási, illetve korszerűsítési munkálatokat tervezett, és erre 1931 és 1939 között több mint 20 millió pengőt fordított. A ráfordítási költségek megoszlása: vasgyári üzemek 47,6%, olvasztók 26,5%, bányászat 26,8%. A gyárban folytatták a villamosítást, illetve annak korszerűsítését, 1936-ban új abroncshengersort helyeztek üzembe, és bővítették a finomhengersort. Az 1938-as első bécsi döntéssel visszakerült Magyarországhoz Rozsnyó, Dernő és Luciabánya 50 millió mázsás ércvagyona, így Ózd ércszükségletének 93%-a már a „Rima” tulajdonában lévő bányákból került ki. A harmincas évek végétől bekövetkező keresletnövekedés miatt fokozódott a speciális acélféleségek iránti igény, ezért két ívkemencét állítottak üzembe. A keresletet jelzi, hogy a hengersorok 12 órás műszakokban, éjjel-nappal dolgoztak.
A vasiparban a hadigazdálkodásra való átmenet már Magyarország tényleges hadba lépése előtt kezdetét vette. A „győri program” meghirdetését követően elindult a szinte minden ágazatra kiható militarizálódás, és az állami megrendelések hatására már 1938 második felétől komoly konjunktúra bontakozott ki. A gyárban a hagyományos termékek mellett gránátbugát, harckocsilemezt, töltényhüvely-anyagokat, rohamsisakokhoz való lemezeket stb. állítottak elő. Sokat költöttek a szükségessé váló fejlesztésekre, 1942-ben az ózdi gyárra 5,7 millió, a nagyolvasztókra 2,8 millió pengőt fordítottak. 1943-ban átadták a termelésnek a Schloemann-tervek alapján készült II. számú finomhengersort. A műszaki fejlesztések mellett növekedett a foglalkoztatottak létszáma is, a „Rima” üzemeiben 1944-ben már közel 21 000 munkás dolgozott. Mindamellett adódtak nehézségek is: romlott a vasérc minősége, drágult a koksz, bizonytalan volt a ferroszilícium-ellátás, és gondok voltak az ócskavas-beszerzéssel is. A termelési költségek emelkedtek ugyan, de a gyár 1938–38-as üzletéve kedvező mérleggel zárult.
A második világháború harci eseményei során az Ózdi Vas- és Acélgyár valódi háborús károkat nem szenvedett, de – a termelés megbénítása céljából – fontos berendezéseket, alkatrészeket szállítottak el előbb Győrbe, majd Németországba, ezen kívül gyári vasúti pályákat, hidakat robbantottak fel, elektromos és telefonvezetékeket tettek tönkre. Ez a kár mintegy 13%-os volt, a termelés ennek ellenére komolyan visszaesett, elsősorban az ellátási nehézségek miatt. 1945 júniusában például a kilenc martinkemence közül csak három működött (30 600 tonnás havi termelés helyett csak 4850 tonna/hó). Ózdra 1944. december 20-án érkezett meg a Vörös Hadsereg, és a gyár szovjet parancsnoka, Ivan Popkov, maga is mérnök, a helyben maradt mérnökök közül Kovách Antalt bízta meg a gyár vezetésével.
A helyreállítási munkálatok a vasút és a hidak helyreállításával kezdődött, és már 1945. január 8-án használni tudták a vasút egy részét, lassan helyreállt az elektromos ellátás is, ha csökkent energiával is, mert csak egy kis teljesítményű gőzturbina állt rendelkezésre. Február 1-jén már egy nagyolvasztót is üzembe tudtak helyezni. A Győrben maradt ózdi berendezések február 12-én visszaérkeztek, így ezeket is beépítették, illetve használatba vették. A nyersanyagellátás enyhítésére Diósgyőrből kaptak 860 tonna nyersvasat, de a kokszhiány változatlanul súlyos gondot jelentett. A termelés viszonylagosan gyors beindulásában szerepet játszott az a tény is, hogy Ózdnak komoly szerepe volt a jóvátételi szállításokban. A magyar jóvátételi kötelezettség 300 millió dollár volt, aminek a nagy része a nehéziparra hárult, és az RMST a Ganz, a Láng Gépgyár, a MÁVAG, a Weiss Manfréd, a Standard és az Orion cégekkel együtt alkotta a jóvátételi szállítások vas- és gépipari munkaközösségét.

## 1945 után

### A tulajdonviszonyok változása
A szovjet katonai parancsnokság 1946 júniusáig felügyelte a gyárat, ami ezt követően visszakerült a Rimamurány-Salgótarjáni Vasmű Rt. kezelésébe. 1946. december 1-jén azonban államosították a céget. Ekkor a „Rima” gyárai közül már állami tulajdonban volt az Ózdi Martinmű, a Durva- és finomhengermű, az Ózdi Vasolvasztók, a Borsodnádasdi Lemezgyár és a Salgótarjáni Finomítóművek. Az állami kezelésbe vett gyárak a Nehézipari Központ (NIK) irányítása alá kerültek, de a közvetlen operatív vezetést a Rima-kirendeltség látta el. A gyár 1949. január 1-jétől korlátolt felelősségű nemzeti vállalat (Ózdi Nemzeti Vállalat, ÓNV) lett, majd 1950-től (ekkor vette fel az Ózdi Kohászati Üzemek, ÓKÜ nevet) 1968-ig a Kohó- és Gépipari Minisztérium felügyelete alá tartozott.

### A gyár működése a rendszerváltásig

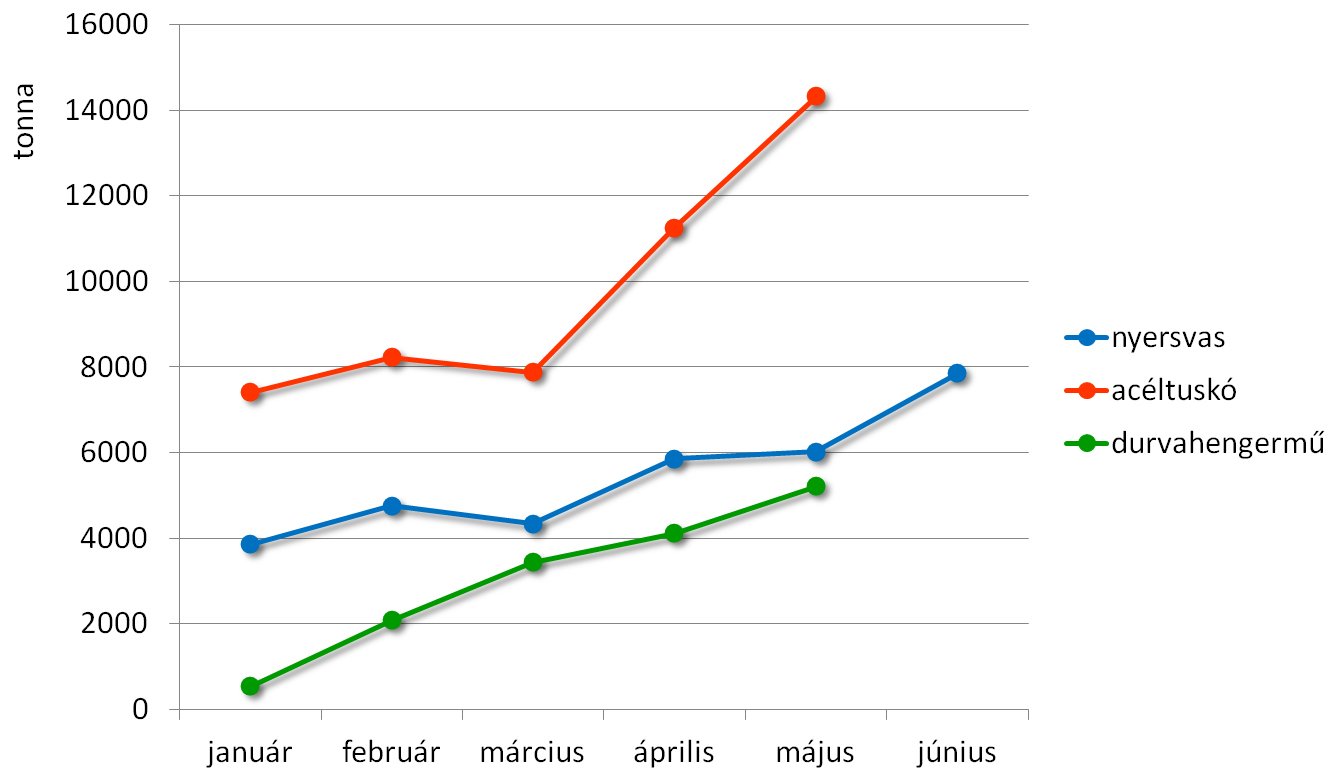
1946 első hónapjainak termelési adatai

Az Ózdi Vasolvasztóban 1946-ra sikerült biztosítani a nyersvastermelést, hónapról hónapra fokozatosan javultak a termelési eredmények. Ugyancsak folyamatosan javultak az acélmű öntött acéltuskóinak és a durvahengermű hengerelt termékeinek gyártási adatai is. Az eredmények további javulását döntő módon segítette a nyersanyagellátás (koksz, érc, ötvözők, ócskavas stb.) javulása. A további termelésbővítéshez azonban szükség volt a termelőerők fejlesztésére is. A hároméves terv keretében – többek között – érctömörítőt, ércosztályozót, egy új martinkemencét építettek, összesen 24,5 millió forint értékben. A termelési adatok folyamatos emelkedést mutattak, de még 1947 közepén sem érték el az 1939-es év számait.
1949-től 1953-ig a termelés gyors ütemben nőtt, egyúttal megemelkedett a foglalkoztatottak létszáma is (9523 főről 13 449 főre). Az első ötéves terv keretében előirányozták a nyersvasgyártás 4,5%-os növelését (10%-os kokszmegtakarítás mellett), az acélgyártás 10%-os fokozását, a finomhengermű termelésének 7%-os növelését stb. Elhatározták az öntőcsarnok bővítését és a durvahengermű fejlesztését is. 1951-ben az ÓKÜ acélnyersvas-termelése az előző évhez viszonyítva 19,6%-kal, a martinacélgyártás 22,6%-kal, a hengereltáru-kibocsátás pedig 31,7%-kal nőtt. A mennyiségi eredmények kiválóak voltak, de a minőség területén elmaradások mutatkoztak, sőt a következő évben tovább nőtt a selejt mennyisége. Az acélmű Siemens–Martin-kemencéiben 1952-ben bevezették az olajtüzelést. Az 1953-as évtől már visszaesés mutatkozott a termelésben, amit a korábbi rendkívüli tempó, az energia- és anyaghelyzet problémái, a rablógazdálkodást idéző intézkedések okoztak. Mindazonáltal már ekkoriban meghoztak bizonyos, a kiegyensúlyozott és biztonságos gyártásra vonatkozó műszaki jellegű intézkedéseket. 1954-ben 29 750 millió forintos, 1955-ben 27 445 millió forintos ipari beruházást valósítottak meg.
Az 1956-os forradalom idején komoly problémák adódtak az üzemmenetben, gyakorlatilag megbénult a gyár működése. November 19-én azonban – már a szovjet csapatok jelenlétében – intézkedéseket hoztak a termelés újraindításáról. Másnap a dolgozók 70%-a jelent meg a munkahelyén, de a termelés megindítását több dolog is akadályozta: az anyaghiány, a berendezések állapota, a megfelelő tervek hiánya. A tényleges termelés január 1-jén indult meg, de csak a második negyedévtől lehet többé-kevésbé elfogadható szintről beszélni. A stabilizációt követően a második hároméves terv beruházási javaslata szerint nőtt a nehéziparra szánt összeg. Ennek jelentős hányadát a Dunai Vasmű kapta, 1958 és 1960 között 762 millió forintot, míg a Lenin Kohászati Művek 264 millió, az Ózdi Kohászati üzemek pedig 238 millió forintos beruházással számolhatott. Fontos feladatként megoldották a nyersvas kéntelenítését, kísérleteket folytattak a dunaújvárosi koksz felhasználására, a martinacélműben az oxigénes acélgyártási technológia bevezetésére vonatkozóan, a finomhengerműben megoldották néhány új, korszerű anyagfajta hengerlését stb. Mindezek ellenére egyre nyilvánvalóbbá vált, hogy az ÓKÜ gyártó egységei immár elavultnak számítanak, és így elkerülhetetlen egy átfogó, nagy rekonstrukció megvalósítása.
Az acélmű rekonstrukciós munkálatai 1960-ban kezdődtek, amelynek keretében először átépítették a csarnokot, majd fokozatosan, a régi kemencéket egyenként lebontva, a helyükre összesen nyolc darab 100 tonnás, olajtüzelésű Maerz-kemencét és egy 800 tonnás körkeverőt telepítettek. Mindezeket a munkálatokat úgy végezték, hogy a termelés a régi szekcióban még, az új részben pedig már folyt. Az acélműi rekonstrukció 1962-ben fejeződött be. 1973-ban az acélmű kapacitása már 1,4 millió tonna/év volt. Az ÓKÜ acélművének rekonstrukciójával kapcsolatban sok vita folyt már a tervezés szakaszában, és a kritikai hangok nem hallgattak el a megvalósulást követően sem. Sokak szerint a fejlett kohászattal rendelkező országokban már elterjedten alkalmazott oxigén-ráfúvásos (LD-konverteres) acélgyártási eljárást kellett volna bevezetni, mások szerint az ózdi acélgyártást fel kellett volna számolni, és a Dunai Vasmű acélművében, annak kapacitásbővítésével kellett volna az acélgyártást megoldani. A választás azonban a Siemens–Martin eljárás továbbvitelére esett, ám az eltelt évtizedek inkább az ellenzők véleményét látszottak igazolni.
A nagyolvasztói rekonstrukciót a régi típusú, páncélköpeny nélküli, már elavult és elhasználódott kohók indokolták. Ezek korszerűsítése már az ötvenes évek közepén elkezdődtek, és 1963-ig a négy nagyolvasztón 80–100%-os rekonstrukciót hajtottak végre. Az új kohókat páncélzattal látták el, automatizálták az adagolást, bővítették az öntőcsarnokot, modernizálták a léghevítőket, gépesítették az elegyteret stb.
A metallurgiai rekonstrukciókhoz tartozik, hogy az ércporféleségek darabosítására 1969-ben ércelőkészítő mű épült Sajókeresztúron (Borsodi Ércelőkészítő Mű, BÉM), amely Dwight-Lloyd-féle technológiával dolgozott, és évi 3 millió tonnás termelésével ellátta az ózdi és a diósgyőri nagyolvasztókat is. A minőségjavítás érdekében korszerűsítették az anyagvizsgáló laboratóriumot, 1967-ben színképelemző és gázelemző készülékeket állítottak be.
A hengerművekben 1960 és 1965 között 700 millió forintnyi beruházást irányoztak elő, ennek nagy részét egy folytatólagos finomdrótsor telepítése tette ki. A durvahengerműben a blokksor már az ötvenes évekre elavult, és bár 1961-ben korszerűsítették, már ekkor felvetődött a megszüntetésének is a lehetősége, egy folyamatos öntőmű építését követően. A szintén rendkívül korszerűtlen lemezhengersort megszüntették, a helyére tervezték folyamatos öntőmű telepítését. A finomhengerműben a tolókemencéket, a csévélőket és a karikarendezőket korszerűsítették.
Az üzemmenet anomáliái és már a rekonstrukciók előkészületei, végrehajtása is bizonyították, hogy 1963-ra az ÓKÜ szervezeti felépítése elavult, elsősorban a hatékony műszaki fejlesztés-kutatás mechanizmusai hiányoztak. A változtatást az akkor kezdődő ózdi nagyberuházásokkal, a folyamatos öntőmű és a rúd- és dróthengermű létesítésével összhangban hozták meg.
A folyamatos öntőmű (FAM) beruházási költsége 380 millió forint volt. Építését 1971-ben kezdték, a gyártást 1973-ban kezdték meg, 325 000 tonna/év kapacitással. A folyamatos öntési technológia számos előnnyel rendelkezik a hagyományos tuskóöntéses technológiával szemben. A folyamatos öntés kihozatala 97% körüli, szemben a hagyományos technológia legfeljebb 82%-ával, ugyanakkor szükségtelen volt kokillaparkot, öntőcsarnokot, mélykemenceparkot stb. fenntartani, és nem volt szükség blokkhengersorra sem. A rúd- és dróthengermű (RDH) nem a törzsgyárban, hanem Ózd határában, a centeri térségben épült, 2 milliárd 432 millió forintos beruházás keretében. Mindkét egység (FAM, RDH) révén igazán korszerű, nemzetközi viszonylatban is magas színvonalú technológia került a gyári struktúrába, és az előállított termékek minősége is kiváló volt.

### A végjáték
Az üzem gazdaságossága körüli problémák már a nyolcvanas években jelentkeztek. A termelés folyamatosan veszteséges volt, 1987-ben 8 milliárd forintnyi adósságát rendezte az állam, amely két év alatt gyűlt fel. Már ekkor felröppentek hírek egy ötezres nagyságrendű létszámleépítés szükségességéről. Míg az ÓKÜ-nél ebben az időben nagyjából 12 ezer fő dolgozott, hasonló termelési volumenű vasgyárak a tőkés országokban átlagosan 2–3 ezer embert foglalkoztattak. 1986-1988 között a vezetés néhány ezer munkavállalót elbocsátott vagy korengedményes nyugdíjba küldött. A komolyabb létszámleépítéssel járó konfliktust végül a pártállam nem vállalta fel, annak ódiuma a rendszerváltást követően demokratikusan megválasztott kormányokra hárult.
Az 1990-es évek elején az Ózdi Kohászati Üzemek főbb termelő berendezései: négy nagyolvasztó, kilenc martinkemence, folyamatos acélöntőmű és a hengersorok: blokksor, bugasor, rúd- és dróthengermű, tartósor, triósor, középsor, finomsor, gyorssor és abroncssor. A magyarországi rendszerváltás gyökeres változásokat hozott az ÓKÜ életében. A KGST megszűnésével összeomlott a keleti piac, a gyár termékeinek jelentős részét pedig ez vette fel, és így a termelés erősen lecsökkent. Az import liberalizációja és az állami támogatás leépítése következtében a hazai ipar gyakorlatilag kiszolgáltatott helyzetbe került, több vállalat csődbe jutott. Nehéz helyzetbe került az ÓKÜ is; 1992 márciusában megszűnt az acélgyártás, egyes más termelő egységek önálló kft-kké alakulva igyekeztek fennmaradni.
Privatizációs, illetve reorganizációs céllal 1992. január 1-jével létrejött az Ózdi Acélárugyár Kft., amiből 1995. január 1-jén Ózdi Acélművek Kft. (ÓAM Kft.) lett, és vagyona lényegében mindössze az RDH-ból állt. Az ÓAM Kft-t 1997. május 23-ai dátummal megvásárolta a Max Aicher GmbH & Co. nevű német vállalatcsoport, amely 2000-ben egy miniacélműt helyezett üzembe, a rúd- és dróthengermű kiszolgálására. Az acélmű egy elektrokemencéből, egy üstkemencéből és a négyszálas folyamatos öntőműből áll. A gyárban többek között melegen hengerelt betonacélt, köracélt, hengerhuzalt és hidegen nyújtott betonacélt gyártanak.
A város közepén fekvő törzsgyár építményeinek legnagyobb részét 1996-tól kezdve lebontották és egy ipari parkot terveztek a helyén kialakítani. A parlagon hagyott területen azóta bozótos cserjés nőtt. Az gyáron belül 53 km hosszúságú iparvasúti hálózat működött, ami 1997 után 7 km-re rövidült.
A gigantikus kombinát szimbólumának számító Gyár utcai kéménysor kilenc darab, eredetileg 40 méter magasságú kéménye 1895-ben épült, amelyeket 1965-1968 között 80 méteres magasságúra újítottak fel. Az ezredforduló után lebontott látványos kéménysor helyén a 2010-es években épült a Ózdi Muzeális Gyűjtemény és Gyártörténeti Emlékpark parkolója.)
Az egykori gyár területén létrejött a Digitális Erőmű, a volt fúvógépház területén pedig a Nemzeti Filmtörténeti Élménypark működik.

## Emlékezete
A város történetével szorosan összefüggő vaskohászat és nehézipar múltját majd leépülését mutatja be az Ózdi Muzeális Gyűjtemény és Gyártörténeti Emlékpark kiállítása, és erről szólnak Almási Tamás filmrendező dokumentumfilmjei is.